# Moszkvai Állatkert
A Moszkvai Állatkert (oroszul: Московский зоопарк) a legnagyobb és legrégebbi állatkert Oroszországban.

## Története
1864-ben a Moszkvai Állami Egyetem három biológus-professzora (Karl Francevics Rulje, Szergej Alekszejevics Uszov és Anatolij Petrovics Bogdanov) alapította. 1919-ben az állatkertet államosították. 1922-ben Moszkva városára ruházták a tulajdonjogot, és azóta is a városi vezetés felügyeli.
Az állatkert először 10 hektáron 286 állattal nyitotta meg kapuit. 1926-ban a környező területek bevonásával kibővítették az állatkertet 18 hektárosra. Az állatkert eredeti épületei fából készültek régi orosz stílusban, tekervényes fadíszekkel.
1990-ben az állatkertet felújították. Egy figyelemre méltó főbejáratot kapott, ami egy hatalmas sziklakastély amely jelképezi a régi (1864) és az új (1926) állatkert közti kapcsolatot. Ugyanis ezt megelőzően a Bolsaja Gruzinszkaja utca két külön állatkertre osztotta a létesítményt.
Ezzel az állatkert még nagyobb lett. Új kiállítások nyíltak, a tengeri akváriumban, a madárházban. Éjszakai kiállítások, fókamedence és kifejezetten gyerekeknek szóló bemutató. A vízesések és a vízfolyások még természetközelibbé teszik.
A Moszkvai Állatkert több mint 6000 ezer állatnak ad otthont több mint 1000-féle környezetben bemutatva őket egy 21,5 hektáros területen.
Az állatkertben megfigyelhető az állatok viselkedése, táplálkozási és szaporodási szokásai valamint veszélyeztetett fajok is.

## Az állatkert állatai
- Erszényesek (Marsupialia)
  - Oposszumfélék (Didelphidae)
  - Erszényesnyestfélék (Dasyuridae)
  - Valódi kenguruk (Macropodidae)
- Rovarevők (Insectivora)
  - Sünfélék (Erinaceidae)
  - Elefántcickány-félék (Macroscelididae)
  - Közönséges mókuscickány (Tupaiidae)
- Denevérek (Chiroptera)
  - Repülőkutyafélék (Pteropodidae)
- Főemlősök (Primates)
  - Makifélék (Lemuridae)
  - Lajhármakifélék (Lorisidae)
  - Csuklyásmajmok (Cebidae)
  - Ugrótamarin (Callithricidae)
  - Cerkóffélék (Cercopithecidae)
  - Emberszabású majmok (Pongidae)
- Foghíjasok (Edentata)
  - Háromujjú lajhárok (Bradypodidae)
  - Övesállatok (Dasypodidae)
- Nyúlalakúak (Lagomorpha)
  - Nyúlfélék (Leporidae)
- Rágcsálók (Rodentia)
- Ragadozók (Carnivora)
- Úszólábúak (Pinnipedia)
- Ormányosok (Proboscidea)
  - Elefántfélék (Elephantidae)
- Páratlanujjú patások (Perissodactyla)
  - Lófélék (Equidae)
- Párosujjú patások (Artiodactyla)
  - Disznófélék (Suidae)
  - Tevefélék (Camelidae)
  - Szarvasfélék (Cervidae)
  - Zsiráffélék (Giraffidae)
  - Tülkösszarvúak (Bovidae)

## Külső hivatkozások
- A Moszkvai Állatkert honlapja (orosz nyelven)
- fotók Moszkvai Állatkert 2010